# Historia conceptual
Historia conceptual (también conocida como Begriffsgeschichte) es una rama de estudios históricos y culturales que se ocupa de la investigación histórica de los conceptos. Reconstruye la génesis, la lógica y el cambio en los sentidos de los conceptos para arribar al uso del concepto actual en toda su complejidad. La historia conceptual se ocupa de los cambios de las ideas y sistemas de valores a lo largo del tiempo. Sostiene que la historia social –de hecho, toda reflexión histórica– debe comenzar con la comprensión de valores y prácticas culturales históricamente contingentes en sus contextos particulares a través del tiempo, no solo como ideologías o procesos inmutables.
El interés en la historia conceptual tuvo un impulso particular en el siglo XX a través de la publicación del Historisches Wörterbuch der Philosophie, el Geschichtliche Grundbegriffe y la revista Archiv für Begriffsgeschichte.

## Metodología
La historia conceptual trabaja a través de una metodología interdisciplinaria. El filósofo Joachim Ritter, junto con los historiadores Otto Brunner y Reinhart Koselleck y el sociólogo Erich Rothacker son considerados los principales estudiosos en esta área de investigación en el mundo de habla alemana e internacionalmente. Raymond Williams es el investigador principal en el mundo de habla inglesa. 

Reconociendo que el significado de las palabras y los conceptos están envueltos en las culturas y están cambiando constantemente, la historia conceptual muestra cómo una determinada palabra ha sido asociada a diferentes significados. La insistencia en una perspectiva histórica hace de la historia de los conceptos una alternativa a las orientaciones positivistas.